# ソイ (プロレスラー)
ソイ（3月23日 - ）は、日本の女性プロレスラー。北海道出身。エボリューション所属。

## 所属
- プロレスリングEvolution（2024年 - ）

## 来歴
2024年
2024年1月28日、新木場1stRING大会で青木いつ希相手にデビュー。